# Precision (Derngate)
Precision is een historisch merk van motorfietsen.
De bedrijfsnaam was: Precision-motor Co., Derngate, Northampton.
Engels merk dat tussen 1902 en 1906 Belgische 211cc-Minerva-motoren in licentie bouwde en hiermee ook complete motorfietsen produceerde. Er bestaat geen verbinding met F.E. Baker’s Precision in Birmingham.